# Vagiz Khidyatulline
Vagiz Nazirovitch Khidyatulline  (ou Vagiz Khidiatullin voire parfois orthographié en France lors de sa carrière de joueur Vaghiz Khidiatouline) né le 3 mars 1959 à Goubakha (région de Perm), est un joueur de football russe.
Son poste de prédilection était défenseur central.

## Biographie
Il porte 58 fois le maillot de l'équipe d'URSS entre 1978 et 1990 pour laquelle il inscrit 6 buts. Il dispute aussi 6 matchs pour l'équipe olympique et y marque 2 buts.
Il est l'un des premiers joueurs soviétiques à jouer dans un club occidental, lorsqu'il est transféré du Spartak Moscou à Toulouse en 1988 après le Championnat d'Europe des Nations, où l'URSS atteint la finale contre les Pays-Bas. En France, son nom de famille est francisé pour s'écrire Khidiatouline. Malheureusement, les résultats en dents de scie du club toulousain ne lui permettent pas de se mettre en valeur. Il va passer les quatre années suivant son départ dans la région de Toulouse, mais dans des clubs de divisions inférieures, avant de revenir en Russie au Dynamo Moscou.
Depuis 1995, il préside le Syndicat des joueurs et entraîneurs de Russie.

## Clubs successifs
- 1976-1980 :  Spartak Moscou
- 1981-1983 :  FK CSKA Moscou
- 1984-1985 :  Karpaty Lviv
- 1986-1988 :  Spartak Moscou
- 1988-1990 :  Toulouse FC
- 1990-1993 :  Montauban FC
- 1993-1994 :  Labège FC
- 1994 :  Dynamo Moscou[2]

## Palmarès

### En club
- Champion d'URSS en 1979 et en 1987 avec le Spartak Moscou
- Vainqueur de la Coupe de Russie en 1994 avec le Dynamo Moscou

### EnÉquipe d'URSS
- 58 sélections et 6 buts entre 1978 et 1990
- Vainqueur de la Coupe du Monde des moins de 20 ans en 1977 avec les moins de 20 ans
- Champion d'Europe des moins de 19 ans en 1976 avec les moins de 19 ans
- Médaille de bronze aux Jeux Olympiques en 1980 avec les Olympiques
- Participation à la Coupe du Monde en 1982 (Deuxième Tour) et en 1990 (Premier Tour)
- Participation au Championnat d'Europe des Nations en 1988 (Finaliste)